# Neolitsea kwangsiensis
Neolitsea kwangsiensis är en lagerväxtart som beskrevs av H. Liu. Neolitsea kwangsiensis ingår i släktet Neolitsea och familjen lagerväxter. Inga underarter finns listade i Catalogue of Life.